# Yasser Al-Baadani
Yasser Al-Baadani (tiếng Ả Rập: ياسر البعداني; sinh ngày 2 tháng 2 năm 1986 ở Yemen) là một hậu vệ bóng đá người Yemen hiện tại thi đấu cho Al Sha'ab Ibb. Anh là thành viên của Đội tuyển bóng đá quốc gia Yemen.

## Danh hiệu

### Câu lạc bộ
Al-Sha'ab Ibb'
- Giải bóng đá vô địch quốc gia Yemen: 2

2002–03, 2003–04
- Cúp Chủ tịch Yemen: 2

2002, 2003
- Yemeni September 26 Cup: 1

2002

### Quốc gia
- U-17 Yemen
  - Giải vô địch bóng đá U-17 thế giới
    - Vòng bảng: 2003

  - Giải vô địch bóng đá U-17 châu Á
    - Á quân: Giải vô địch bóng đá U-17 châu Á 2002

## Bàn thắng quốc tế
| Yasser Al-Baadani – bàn thắng cho U-17 Yemen | Yasser Al-Baadani – bàn thắng cho U-17 Yemen | Yasser Al-Baadani – bàn thắng cho U-17 Yemen | Yasser Al-Baadani – bàn thắng cho U-17 Yemen | Yasser Al-Baadani – bàn thắng cho U-17 Yemen | Yasser Al-Baadani – bàn thắng cho U-17 Yemen | Yasser Al-Baadani – bàn thắng cho U-17 Yemen |
| Bàn thắng                                    | Thời gian                                    | Địa điểm                                     | Đối thủ                                      | Tỉ số                                        | Kết quả                                      | Giải đấu                                     |
| -------------------------------------------- | -------------------------------------------- | -------------------------------------------- | -------------------------------------------- | -------------------------------------------- | -------------------------------------------- | -------------------------------------------- |
| 1                                            | 14 tháng 8 năm 2003                          | Sân vận động Ratina, Phần Lan                | Bồ Đào Nha                                   | 1–0                                          | 3–4                                          | Giải vô địch bóng đá U-17 thế giới 2003      |